# Recinto Ferial
Recinto Ferial är ett monument i Spanien.   Det ligger i provinsen Provincia de Albacete och regionen Kastilien-La Mancha, i den centrala delen av landet, 220 km sydost om huvudstaden Madrid. Recinto Ferial ligger 680 meter över havet.
Terrängen runt Recinto Ferial är platt.Runt Recinto Ferial är det ganska tätbefolkat, med 129 invånare per kvadratkilometer. Närmaste större samhälle är Albacete, 1,2 km öster om Recinto Ferial. Trakten runt Recinto Ferial består till största delen av jordbruksmark.